# Flynderupgård Museet
Flynderupgård Museet är ett kulturhistoriskt museum i Espergærde i Nordsjælland. Museet inrättades som museum efter det att Helsingørs kommun hade köpt Flynderupgård 1978. Museet består av ett visningslantbruk samt permanentutställningar om Öresundskustens fiskenäring och fiskelägen. Museet drivs, tillsammans med Helsingør Bymuseum, Skibsklarerergaarden och Helsingør Værftsmuseum, av "Museerne Helsingør" inom Helsingörs kommun.
Flynderupgaard har sedan början av 1800-talet varit lantställe för stadsfolk, som hade förvaltare som skötte själva lantbruket. Dess nuvarande utseende fick gården 1915–1920, när en grosshandlare i kaffe byggde om huvudbyggnaden och lät uppföra de stora djurstallen. 
Utställningarna kommer från läraren Arne Meylings (1903–1979) samling av antikviteter och etnografiskt material och arkitekten Per Christiansens (1919–2002) samling. Arne Meyling var 1940–1972 lärare vid Espergærde skole. Han hade ett stort intresse för lokalhistoria och byggde upp en stor samling av gamla föremål och också nyare etnografiskt material, särskilt från dåvarande Tikøbs kommun. Hans samling blev snart så stor, att sockenrådet inrättade ett litet museum i skolan. Meylings utställning blev en blandning av traditionell föremålspresentation och större och mindre panoramabilder. 
Utställningen om fiske, baserad på Per Christiansens samling, visar fisket i Öresund, som det bedrevs mellan Kronborg Hage och fiskeläget Sletten i Humlebæk.